# Nazwy francuskich autostrad
Nazwy francuskich autostrad – autostrady we Francji oprócz numeru noszą niekiedy również nazwę, oficjalną lub zwyczajową, która najczęściej nadawana jest autostradzie o szczególnym znaczeniu dla systemu komunikacyjnego lub z powodu pewnych cech charakterystycznych danej trasy. Daną nazwę może nosić kilka autostrad tworzących jeden szlak. Bywa również, że jedna autostrada posiada kilka określeń, najczęściej odpowiadających jej różnym odcinkom.
Poniżej podano listę najpopularniejszych nazw francuskich autostrad wraz z ich polskimi tłumaczeniami, tam gdzie to możliwe.
- Autoroute du Nord (Autostrada Północna) – nazwa autostrady A1, pochodząca od części kraju, przez który ona przebiega („nord” – północ), a nie od kierunku, w którym autostrada biegnie
- Autoroute de l'Est (Autostrada Wschodnia) – nazwa autostrady A4. Est odnosi się do części kraju (wschód), a nie kierunku w jakim autostrada biegnie
- Autoroute du Sud (Autostrada Południowa) – nazwa początkowego odcinka ciągu autostrad A6a i A6, który został otwarty jako pierwszy
- Autoroute du Soleil (Autostrada Słońca) – nazwa ciągu autostrad A6a, A6b, A6 i A7, pochodząca od faktu częstego korzystania z tej autostrady podróżnych udających się na letni wypoczynek na Lazurowe Wybrzeże, które kojarzy się ze słoneczną pogodą
- La Provençale (Prowansalka) – nazwa autostrady A8, pochodząca od Prowansji – krainy, przez którą przebiega
- La Languedocienne (Langwedocjanka) – nazwa autostrady A9 na odcinku Orange – Narbonne, pochodząca od Langwedocji – krainy, przez którą przebiega
- La Catalane (Katalonka) – nazwa autostrady A9 na odcinku Narbonne – granica z Hiszpanią, pochodząca od Katalonii – hiszpańskiej krainy, do której autostrada prowadzi
- L'Aquitane (Akwitanka) – nazwa autostrady A10, pochodząca od faktu, iż autostrada łączy Paryż z Akwitanią – krainą w południowo-zachodniej Francji
- L’Océane (Oceanka) – nazwa autostrady A11, związana z przebiegiem autostrady, łączącej Paryż z miastami na wybrzeżu Oceanu Atlantyckiego
- Autoroute de Normandie (Autostrada normandzka) – nazwa autostrady A13, pochodząca od krainy – Normandii, którą autostrada ta łączy z Paryżem. Dawniej autostradę tę nazywano Autoroute de l'Ouest – Autostradą Zachodnią
- Autoroute du Littoral (Autostrada Wybrzeża) – tą nazwą określa się każdą autostradę, przebiegającą wzdłuż wybrzeży Francji, jednak najczęściej jest tak nazywany ciąg autostrad A16 (między granicą z Belgią a Abbeville), A28 (między Abbeville a Saint-Saëns) oraz A29 (między Neufchâtel-en-Bray a Hawrem)
- Autoroute des Estuaires (Autostrada Ujść) – nazwa ciągu odcinków autostrad A16 – A28 – A13 – A84 – A83 – A831 – A837 – A10 – A63, układających się w szlak przebiegający przez obszar ujść czterech największych francuskich rzek zlewiska Oceanu Atlantyckiego
- L’Occitane (Oksytanka) – nazwa autostrady A20, pochodząca od nazwy krainy na południu Francji – Oksytanii, którą autostrada łączy z Paryżem
- Autoroute des Ornières (Autostrada Kolein) – żartobliwe określenie nadane niegdyś autostradzie A25 z powodu stanu jej nawierzchni
- Autoroute des Anglais (Autostrada Anglików) – nazwa autostrady A26, pochodząca od dużej liczby podróżnych z Wielkiej Brytanii, kierujących się z Calais na południe i wschód Francji, omijając aglomeracje Lille i Paryża
- La Comtoise – nazwa autostrady A36, pochodząca od krainy Franche-Comté, przez którą przebiega
- Autoroute des Titans (Autostrada Tytanów) – określenie autostrady A40 na odcinku Mâcon – Saint-Julien-en-Génevois, pochodzące od sporego nagromadzenia obiektów inżynierskich (mostów, tuneli i wiaduktów) w jej ciągu, z których wiele posiada „tytaniczne” rozmiary. Budowa autostrady w tak trudnym terenie pochłonęła wiele ofiar
- Autoroute Blanche (Biała Autostrada) – nazwa autostrady A40, pochodząca od śniegu, który często występuje na przedgórzu Alp, przez które przebiega autostrada
- Autoroute de la Maurienne – nazwa autostrady A43, pochodząca od nazwy krainy, przez którą przebiega
- Autoroute du Val de Durance (Autostrada Doliny Durance) – nazwa autostrady A51, pochodząca od doliny rzeki Durance, wzdłuż której biegnie
- Autoroute des Deux Mers (Autostrada Dwóch Mórz) – nazwa autostrad A61 i A62, łącząca Bordeaux nad Zatoką Biskajską na Atlantyku z Narbonne nad Morzem Śródziemnym
- L’Arverne (Arwern) – nazwa autostrady A71, pochodząca od nazwy historycznego galijskiego plemienia Arwernów, które zamieszkiwało tereny Owerni, przez które przebiega autostrada
- La Méridienne (Południkowa) – nazwa autostrady A75. Mimo, że wiele autostrad ma południkowy przebieg, tą nazwą najczęściej określa się właśnie A75, prawdopodobnie ze względu na jej usytuowanie w centrum Francji
- Autoroute de l’Arbre (Autostrada Drzew) – nazwa autostrady A77, bowiem wzdłuż jej trasy, pomiędzy skrzyżowaniem z A6 a Cosne-Cours-sur-Loire zasadzono wiele drzew różnych gatunków, ponadto nazwy miejsc obsługi podróżnych również pochodzą od drzew
- La Cévenole – nazwa autostrady A79, przebiegającej przez górzyste tereny masywu Cévenol
- La Francilienne – nazwa zewnętrznej obwodnicy autostradowej Paryża (A104). „Francilienne” określa w języku francuskim osobę pochodzącą przedmieść Paryża, zlokalizowanych w regionie Ile-de-France
- Autoroute des Oiseaux (Autostrada Ptaków) – nazwa autostrady A837, przecinającej tereny występowania rzadkich gatunków ptaków.